# 遠藤渉
遠藤 航（えんどう わたる）は、日本の医学者、気仙沼市立病院院長。地域医療従事者。

## 来歴
- 宮城県登米市に生まれる。宮城県古川高等学校卒業。東北大学医学部卒業。

- 昭和60年に東北大学病院第二外科より赴任、消化器・一般外科に加え腹部大動脈瘤などの血管外科を加え、ほとんどすべての外科疾患を治療し治療成績も全国水準を達成し、手術の危険性が極めて高い患者でも、可能性がある限り治療をしてきた。東日本大震災時の緊急事態にも迅速に対応し地域の医療の発展と向上に貢献。